# پورتوکانونه
پورتوکانونه (به ایتالیایی: Portocannone) یک کومونه در ایتالیا است که در استان کامپوباسو واقع شده‌است.

## خصوصیات
پورتوکانونه ۱۲٫۹ کیلومترمربع مساحت و ۲٬۵۶۴ نفر جمعیت دارد.